# Motohiro Kawashima
Motohiro Kawashima (川島 基宏, Kawashima Motohiro) est un compositeur de musique de jeux vidéo et producteur de techno japonais. Il est notamment connu pour sa collaboration avec le compositeur Yuzo Koshiro sur plusieurs jeux, dont Streets of Rage 2 and 3. Il est diplômé de l'Université de musique de Kunitachi.

## Biographie
Motohiro Kawashima est né à Nagoya, dans la préfecture d'Aichi, au Japon. Il a grandi en écoutant de la musique classique, comme celle de George Gershwin. Il a également écouté des artistes tels que Ryuichi Sakamoto et Haruomi Hosono. Il a ensuite déménagé à Tokyo et s'est intéressé à la culture techno. Pendant son séjour à l'Université de musique de Kunitachi, il a créé sa propre musique techno et a été présenté à Yuzo Koshiro, qui recrutait pour sa société, Ancient. Il a rejoint cette société en 1992, où il a composé les bandes originales de Shinobi II: The Silent Fury et les versions Game Gear et Master System de Batman Returns - Koshiro l'assistant sur les deux projets. Les deux collaborent à nouveau sur la bande originale de Streets of Rage 2 et 3, Kawashima composant environ la moitié des pistes de ce dernier. À cette époque, ils fréquentaient les boîtes de nuit ensemble pour rechercher l'inspiration musicale. 
En 2010, il a utilisé le nom de plume Kylie & Kashii alors qu'il composait pour le label de musique D-topia Entertainment . Il a également composé pour le jeu indépendant Oh, Deer!, le développeur Brandon Sheffield ayant été impressionné par son travail sur Streets of Rage 3. 
En 2020, il compose une partie de la bande originale de Streets of Rage 4, avec Olivier Derivière, Yuzo Koshiro, Yoko Shimomura, Harumi Fujita, Keiji Yamagishi et d'autres, . 

## Œuvre

### Jeux vidéo
- 1992 : Batman Returns (versions Sega 8 bits) avec Yuzo Koshiro
- 1992 : Shinobi II: The Silent Fury avec Yuzo Koshiro
- 1992 : Streets of Rage 2 avec Yuzo Koshiro
- 1994 : Streets of Rage 3 avec Yuzo Koshiro
- 1994 : Advanced Dungeons & Dragons: Eye of the Beholder (version Mega CD) avec Yuzo Koshiro
- 1995 : Manji Psy Yuuki avec Yuzo Koshiro
- 1996 : Zork I: The Great Underground Empire (versions PlayStation et Saturn) avec Yuzo Koshiro
- 1996 : Vatlva avec Yuzo Koshiro
- 1998 : Fox Junction avec Yuzo Koshiro et Ryuji Iuchi
- 2003 : Groupe S Challenge avec TJD, Takeshi Yanagawa et C ‑ Robots
- 2004 : Amazing Island avec Yuzo Koshiro
- 2006 : Ueki no Housoku avec Yuzo Koshiro et Takeshi Yanagawa
- 2007 : Katekyo Hitman Reborn! Dream Hyper Battle! avec Yuzo Koshiro et Takeshi Yanagawa
- 2008 : Katekyo Hitman Reborn! Battle Arena avec Takeshi Yanagawa
- 2009 : Katekyo Hitman Reborn! Battle Arena 2 avec Takeshi Yanagawa
- 2010 : Dead Heat avec Yuzo Koshiro
- 2013 : Oh Deer!
- 2020 : Streets of Rage 4 avec divers autres

### Autres
- 2010 : Nanba, chanson de KOR = GIRL - sous le nom de Kylie & Kashii [réf. nécessaire]
- 2010 : Human Future , chanson de l'artiste électro-pop Aira Mitsuki - sous le nom de Kylie & Kashii [réf. nécessaire]
- 2011 : Gate or Exit, chanson des artistes Aira Mitsuki et Saori @ destiny - sous le nom de Kylie & Kashii [réf. nécessaire]